# Brassac (Tarn)
Brassac é uma comuna francesa na região administrativa da Occitânia, no departamento de Tarn. Estende-se por uma área de 23.87 km², e possui 1.297 habitantes, segundo o censo de 2018, com uma densidade de 54 hab/km².